# История евреев Молдовы
История евреев Молдавии — краткая история евреев проживающих на территории Молдавии.
История евреев в Молдавии насчитывает несколько веков. Бессарабские евреи жили в этом районе в течение длительного времени. Сегодня еврейская община Молдавии — 15 000 — 20 000 евреев и членов их семей.

## Бессарабские евреи

### Ранняя история
Еврейские общины появились в южной Бессарабии уже в XVI веке. К началу XVIII века в нескольких торговых городах Бессарабии уже существовало постоянное еврейское население.
Первыми раввинами Кишинёва были Залман Шаргородский (?—1782), видный каббалист Хаим Тирер (Черновицер) (1740—1817), до того служивший раввином в Черновицах и Ботошанах.
В 1889 году общая численность населения Бессарабии была 1 628 867 чел. Из них 180 918 — евреи.
В 1897 году при общей численности 1 936 392 чел. еврейское население выросло до 225 637 человек.
В 1903 году в Кишинёве еврейское население насчитывало 50 000 человек или 46 %, в Бессарабии в общей сложности — около 110 000 человек.
Евреи проживали во всех крупных городах с конца XVIII века и в начале XIX. В одном только Кишиневе было 16 еврейских школ, в которых обучалось более 2000 учеников. В сельской местности еврейскими переселенцами было создано 17 земледельческих колоний, в которых к середине XIX столетия проживали около 16 % евреев Бессарабии.

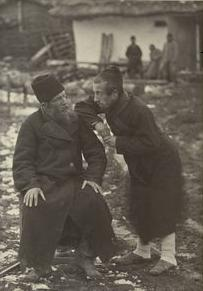
Бессарабские евреи, 1898 год

### 16 февраля 1903 — Кишинёвский погром
В 1903 году русский мальчик Михаил Рыбаченко был найден убитым в городе Дубоссары, в 37 км к северо-востоку от Кишинёва. Антисемитская газета «Бессарабец», выходящая на русском языке, начала распространять слухи об убийстве как части еврейского ритуала. Хотя официальное расследование быстро определило отсутствие обрядности в убийстве и, в конце концов, выяснилось, что мальчик был убит родственником (который позже был найден), волнения, вызванные газетой и другими слухами, привели к крупным погромам во время пасхальных каникул. Погром продолжался два дня, полиция бездействовала. Сорок семь (по некоторым источникам — 49) евреев было убито, 92 тяжело ранено, 500 ранено легко. Более 700 домов разрушено.
Многие из молодых евреев, в том числе Мендл Портигейс и Исрулик Бутельбройт, пытались защитить сообщество. После погромов молдавские евреи стали массово уезжать в США, Канаду, Аргентину.

### В составе Румынии
После включения Бессарабии в состав Румынии в 1918 году евреи автоматически получили румынское гражданство, однако в результате принятия закона о натурализации в 1924 году многие евреи Бессарабии были лишены его.
Согласно переписи 1920 года еврейское население выросло до 267 000 человек.
В 1930 году румынская перепись зарегистрировала 270 000 евреев.

После оккупации Бессарабии Советским Союзом, как следствие пакта Риббентроп- Молотов, в 1940 году, за короткое время, тысячи евреев были сосланы в ГУЛАГ и погибли.

### Холокост
Большинство (до двух третей) евреев бежали из Бессарабии перед отступлением советских войск. Тем не менее, 110 033 человека из Бессарабии и Буковины (все, кроме небольшого числа евреев, которые не убежали в 1941 году) были депортированы в приднестровское губернаторство — область, которая находилась под румынским военным контролем в течение 1941—44 гг.

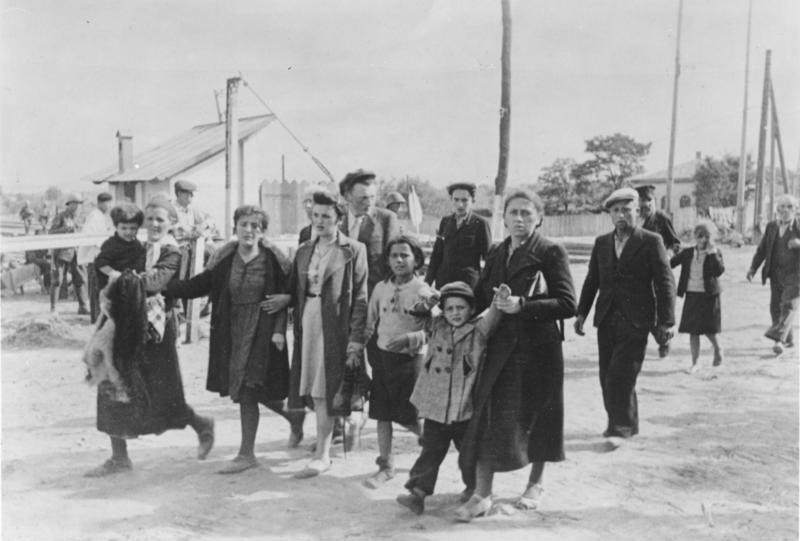
Кишинёв, румыны ведут евреев на место сбора, июль 1941 года

1941 год — немецкие карательные мобильные отряды, укомплектованные нацистами охранных отрядов СС (Schutzstaffel) под командованием Отто Олендорфа, вошли в Бессарабию. Они сыграли важную роль в массовом убийстве многих евреев в Бессарабии, которые не бежали накануне появления немецких захватчиков.
8 июля 1941 Ион Антонеску, правитель Румынии в то время, сделал заявление перед Советом Министров:
…. Рискуя не быть понятым некоторыми традиционалистами, которые могут быть среди вас, я выступаю за принудительную миграцию всех евреев из Бессарабии и Буковины, которые должны быть переброшены через границу. Кроме того, я защищаю мнение о необходимости вынужденной миграции украинских элементов, которые не являются в настоящее время нашими жителями. Для меня не имеет значения, если история посчитает нас варварами. Римская империя сделала ряд варварских актов с современной точки зрения, и, тем не менее, её действия были актом величайшего политического урегулирования.
Эскадроны смерти нацистской Германии (айнзацгруппы) вместе со специальными невоенными подразделениями, прикрепленными немецким вермахтом к румынской армии, были вовлечены во многие массовые убийства в Бессарабии (свыше 10.000 человек в течение одного месяца войны, в июне-июле 1941 года). В то же время десятки тысяч человек были депортированы в Транснистрию (Приднестровье).
В гетто, организованных в нескольких городах, а также в лагерях (там было большое число евреев из Приднестровья) многие люди умирали от голода или антисанитарии. Большое число евреев было расстреляно нацистами непосредственно перед приходом советских войск в 1944 г. Румынская военная администрация Приднестровья очень плохо вела учёт людей в гетто и лагерях. Исходя из найденных румынских источников, в гетто и лагерях Молдавии, просуществовавших до середины 1943 года, погибли 59,392 человека. Это число не включает в себя всех интернированных, независимо от их происхождения, не включает в себя тех, кто погиб на пути в лагерь, тех, кто погиб в период с середины 1943 до весны 1944 года, а также тех, кто погиб сразу после оккупации румынской армией Приднестровья (смотри, например, одесскую бойню).

## Молдавская ССР
После Второй мировой войны число евреев в Молдавской ССР значительно увеличилось, достигнув 98 001 человека в 1970.
В 1970-х и особенно в конце 1980-х многие из них эмигрировали в Израиль и другие страны. По последней советской переписи 1989 года в советской республике Молдавии было зарегистрировано 65 672 еврея.

## Современная Молдавия

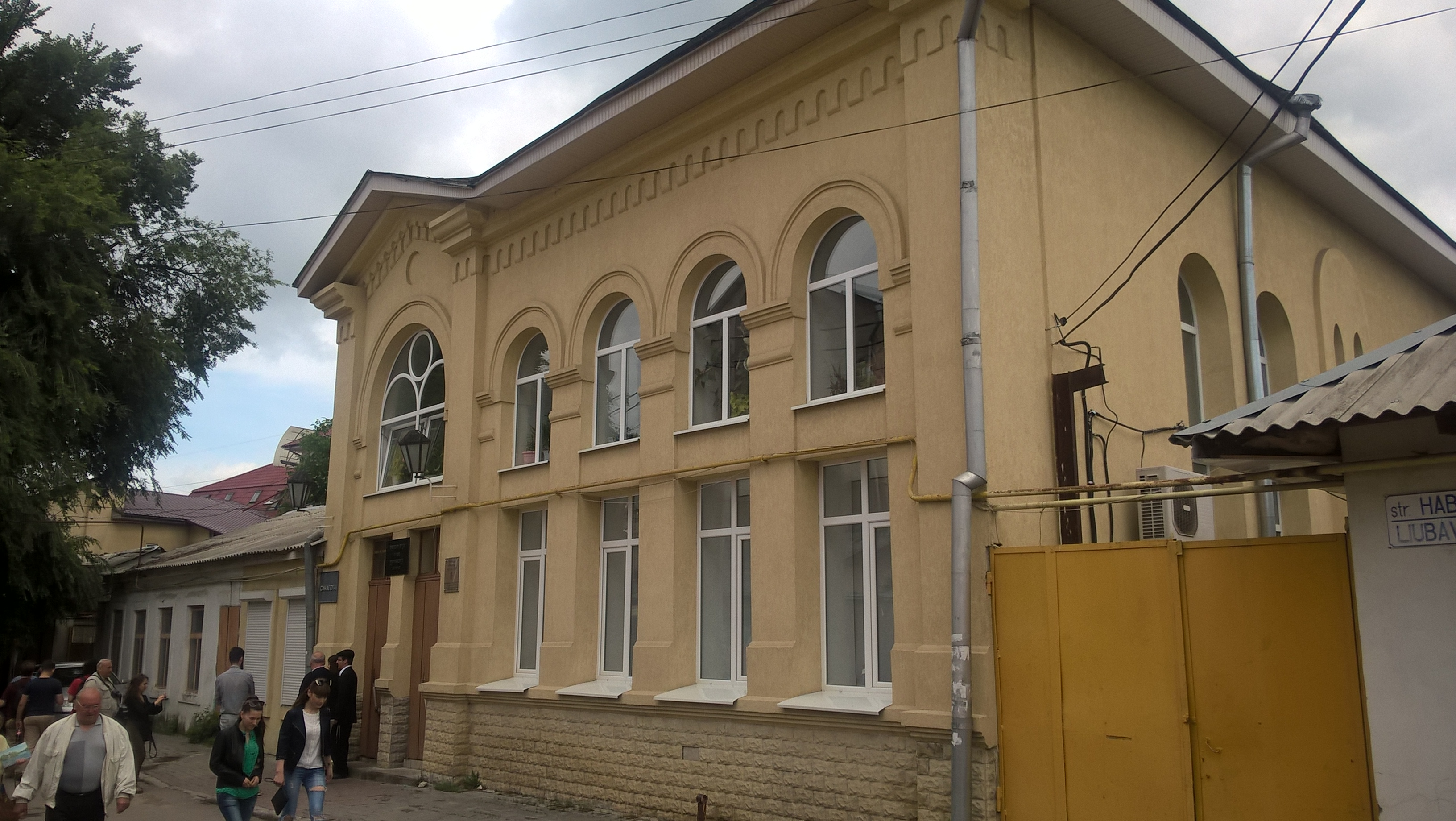
Синагога стекольщиков (Кишинёв)

Еврейская община в Молдавии связана с еврейским образовательным центром — Хафетц Хаим.
Учебный еврейский центр построил синагогу, где в настоящее время работает большинство еврейских активистов Молдавии.
Существуют также синагоги: синагога «Хабад Любавич» движения Хабад в Кишинёве, которая связана с крайними группами мессианства, и Сенная синагога “Агудат Исраэль”.
В Кишиневе возведены памятник, посвященный Холокосту, и мемориал жертвам погрома начала 20-го века. В Кагуле возведён памятник «Жертвам Холокоста». В Кишинёве работает городская Еврейская библиотека им. И. Мангера
В 2014 году в Молдавии насчитывалось приблизительно 15 000 евреев, и более 10 000 в одном только Кишинёве. 75 492 молдавских еврея живут в Израиле.